# 武田作十郎
武田 作十郎（たけだ さくじゅうろう、1913年12月29日 - 1993年3月14日）は、日本の競馬騎手、調教師。
1932年、京都競馬倶楽部（のち日本競馬会→国営競馬→日本中央競馬会）において騎手デビュー。太平洋戦争を経て1963年まで騎乗した。同年より調教師に転身。1982年の最優秀3歳牡馬・ダイゼンキングなど5頭の重賞勝利馬を手がけた。また、弟子に関西初の2000勝騎手である河内洋、中央競馬史上の最多勝利記録を樹立した武豊がいる。1992年に定年引退。

## 経歴
北海道留萌郡留萌町出身。農業を営んでいた実家では数頭の農耕馬を飼っており、馬に親しみながら育つ。やがて騎手を志し、尋常小学校卒業後に静内町の本間牧場に就職。ここで馬の扱いや馬術の手ほどきを受け、1930年より京都競馬場の美馬信次厩舎で騎手見習いとなった。
1932年に騎手免許を取得。同年4月24日に京都開催で初勝利を挙げた。1937年、東京競馬場の藤本冨良厩舎へ移籍し、同年秋にはヒサニシキで農林省賞典牝馬を制した。1943年から1945年までは兵役に就き、1947年秋より騎手として復帰。1953年には大久保亀治厩舎への移籍のため京都へ戻る。1955年に松田由太郎厩舎へ移り、翌1956年には自己最高の年間27勝を挙げた。のち低迷に向かっていったが、加藤清一から「もう一度男になれ」と声をかけられたことで奮起し、以後加藤厩舎所属騎手として50歳まで騎手を続けた。1963年に調教師免許を取得し、騎手を引退。通算成績は日本中央競馬会が発足した1954年以降で、702戦60勝。武田自身は「乗り役としての僕は、100点満点で50点ぐらいだった。闘志では仲間内でも負けなかったけれど、決して巧いジョッキーじゃなかった」と述べているが、1956年発行『騎手銘鑑』によれば、騎乗フォームの美しさには定評があったという。また調教師となったあとのことであるが、河内によれば武田は、癖馬を乗りこなすことに長けていたともいう。
厩舎開業2年目の1964年に38勝を挙げ、関西8位（全国13位）に入ると、1964年には49勝で関西4位（全国5位）とさらに成績を上げ、関西の優秀調教師賞を初受賞。以後も成績上位を続けた。1969年、管理馬アトラスが小倉記念を制し、調教師として重賞初勝利を挙げる。
1970年、河内洋が騎手候補生として入門し、その翌年には戸山為夫厩舎から武邦彦が武田厩舎に籍を移す。名騎手であった邦彦に間近で接し、デビュー後は武田からの後援も受けた河内は、初年度から26勝を挙げて関西新人賞を獲得し、以後関西のトップ騎手として頭角を現していった。
1982年、中村好夫厩舎からの移籍馬・ダイゼンキングで関西の3歳王者戦・阪神3歳ステークスを制する。同馬はこの年の最優秀3歳牡馬に選出された。1986年、河内がフリーとなり厩舎を離れたが、その翌年には競馬学校を卒業した武邦彦の子・武豊が新たに所属騎手となった。豊はこの年新人騎手として史上最多の69勝を挙げ、最多勝利新人賞を受賞。また当年は武田も関西10位の25勝を挙げ、自身4度目にして最後の優秀調教師賞を受賞した。
1992年2月、定年により調教師を引退。調教師としての通算成績は7986戦738勝（繋駕速歩競走を除く）。翌1993年3月14日、肝臓癌のため79歳で死去した。

## 人物
河内洋、武豊という中央競馬を代表する名騎手を育て、「人づくり」の達人といわれた。河内は騎手引退に際して、自身が多くの名馬に騎乗することができたのは、武田から常に聞かされた「人に好かれる騎手になれ」という教えがあったからだとしている。河内はこの言葉について、技術の研鑽と同時に関係者と良好な関係を築き、いつどのような騎乗依頼があってもいいように常に準備を怠らず、懸命に騎乗を続けていれば信頼される関係に繋がる、ということをひと言で説明した言葉だとしている。
放任主義だった一方で、馬の取り扱いや調教での騎乗については厳しく、河内は衆人環視のなかで叱られることも多かったという。武田は河内について「よく乗ったジョッキーだ」と高く評価し、後に豊に対しては「気をつけて乗れよ。人に迷惑をかけるなよ。乗り役としては河内を見習えよ」と言い含めていた。また武田は両者のデビューに際して、多くの騎乗馬が集まるよう他厩舎への配慮を欠かさなかったという。豊は武田について「やさしい先生だった」とし、自身の結婚式での挨拶では「僕がここまで来ることができたのは、天国から見守ってくれる武田先生をはじめ、僕を支えてくださった方々のおかげです」と、最初に武田の名を挙げた。
なお、豊の父・邦彦なども武田が育成した人物として挙げられることがあるが、日本調教師会が編纂した系統譜上では、邦彦は武平三門下であり、武田門下の騎手・調教師は河内と豊のみとされている。

## 成績
出典：『調教師の本III』

### 騎手成績
通算成績
- 702戦60勝（日本中央競馬会発足以降）

重賞競走勝利馬
- ヒサニシキ（1937年農林省賞典牝馬・秋）

### 調教師成績
通算成績
- 7986戦738勝（繋駕速歩競走を除く）

重賞勝利管理馬
- ブイセブン（1979年 タマツバキ記念・春）
- ボールドバナア（1979年 タマツバキ記念・秋）
- マンノタロ（1984年 北九州記念）
- マチカネイシン（1986年 小倉大賞典）
- ダイゼンキング（1982年 阪神3歳ステークス）

受賞
- 優秀調教師賞（関西）（1965年、1967年、1986年、1987年）